# Hedehusene (przystanek kolejowy)
Hedehusene (duński: Hedehusene Station) – przystanek kolejowy w miejscowości Hedehusene, w 
Regionie Stołecznym, w Danii. Znajduje się na ważnej magistrali kolejowej Vestbanen, między Roskilde i Kopenhagą. 

## Linie kolejowe
- Vestbanen